# Traversée des voies par le public
Une traversée des voies par le public (souvent abrégé TVP) est un terme ferroviaire qui désigne en France l'équipement installé dans une gare ou à un point d'arrêt permettant aux voyageurs de traverser les voies à niveau en empruntant un passage planchéié.

## Définition
Le lexique des abréviations SNCF indique au no 621 « TVP : Traversée de Voies Piétonnes / Traversée des voies à niveau par le Public » et au no 622 « TVP : Traversée de voie principale ».
TVP est un terme du glossaire ferroviaire utilisé en France. Suivant les organismes et les types de publications, on trouve différentes variantes. Ainsi, dans des glossaires, il signifie « TVP : Traversée des Voies à niveau par le Public », et « TVP : Traversée des voies pour piétons en gare » ou « Traversée Voie Piétonne » tandis que, dans le corps d'un rapport, il désigne une « TVP : Traversée des voies par le public ».

## Équipement
Cette traversée peut être munie ou non d'une signalisation lumineuse interdisant le franchissement des voies à l'approche des circulations. Ces signaux sont déclenchés par des pédales installées sur les voies, de la même manière qu'un passage à niveau routier.

## Lieu d'installation
Cet équipement est installé dans les gares ou points d'arrêt à faible trafic et à faible fréquentation. Dans le cas contraire, ces traversées à niveau des voies ferrées sont remplacées par des passages souterrains sous les voies ou par des passerelles,.

Exemples
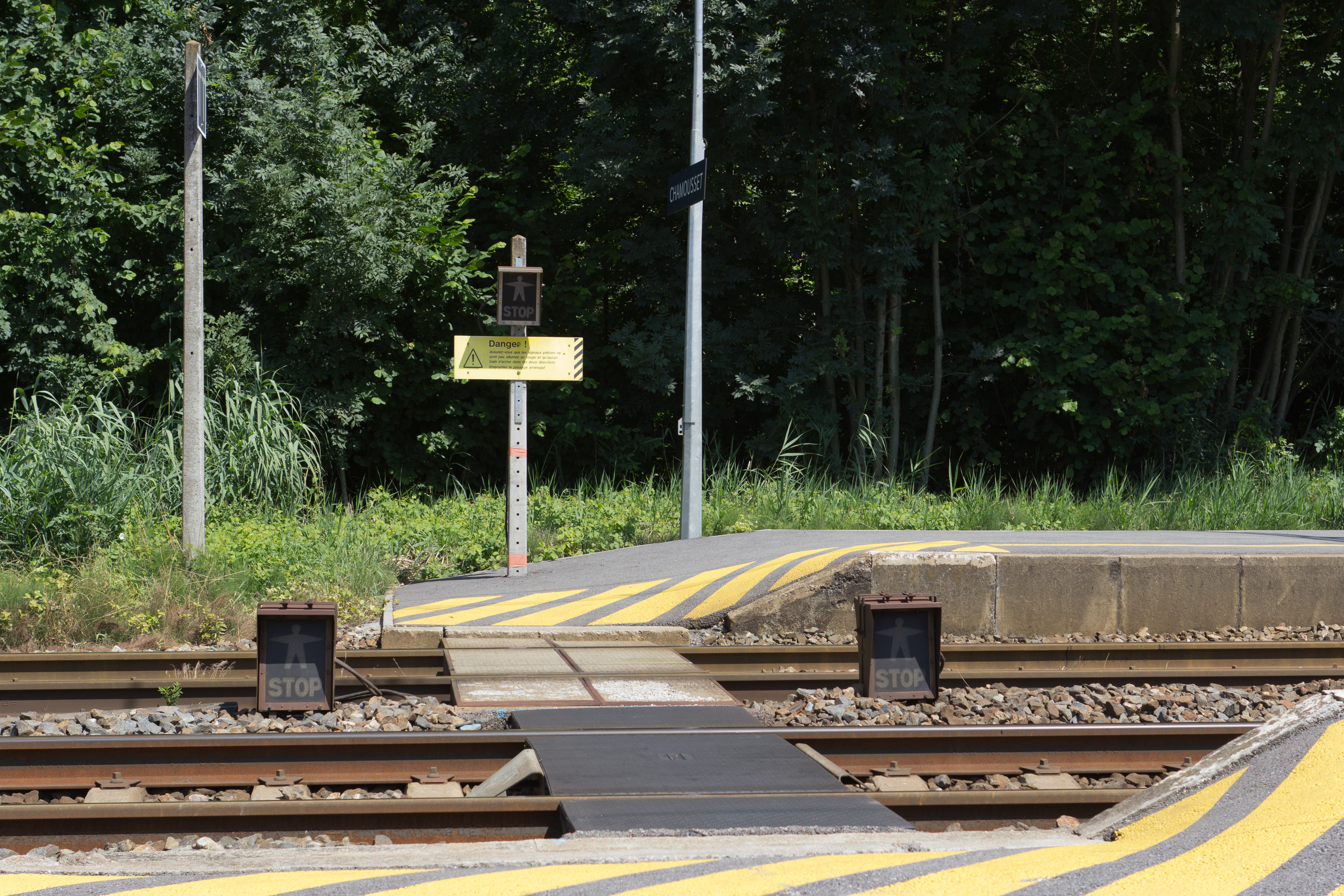
TVP avec signalisation lumineuse.
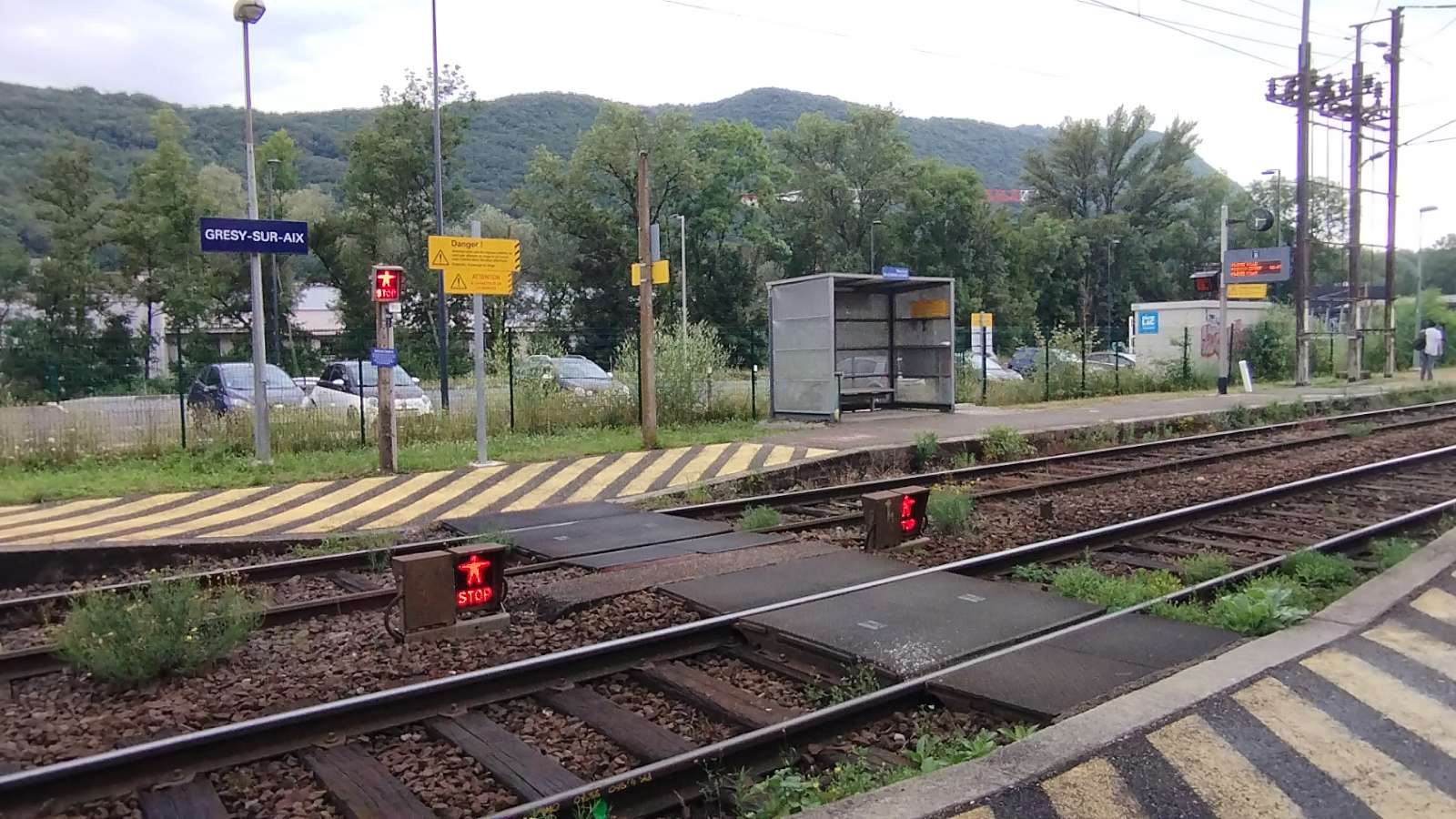
TVP avec signalisation lumineuse.
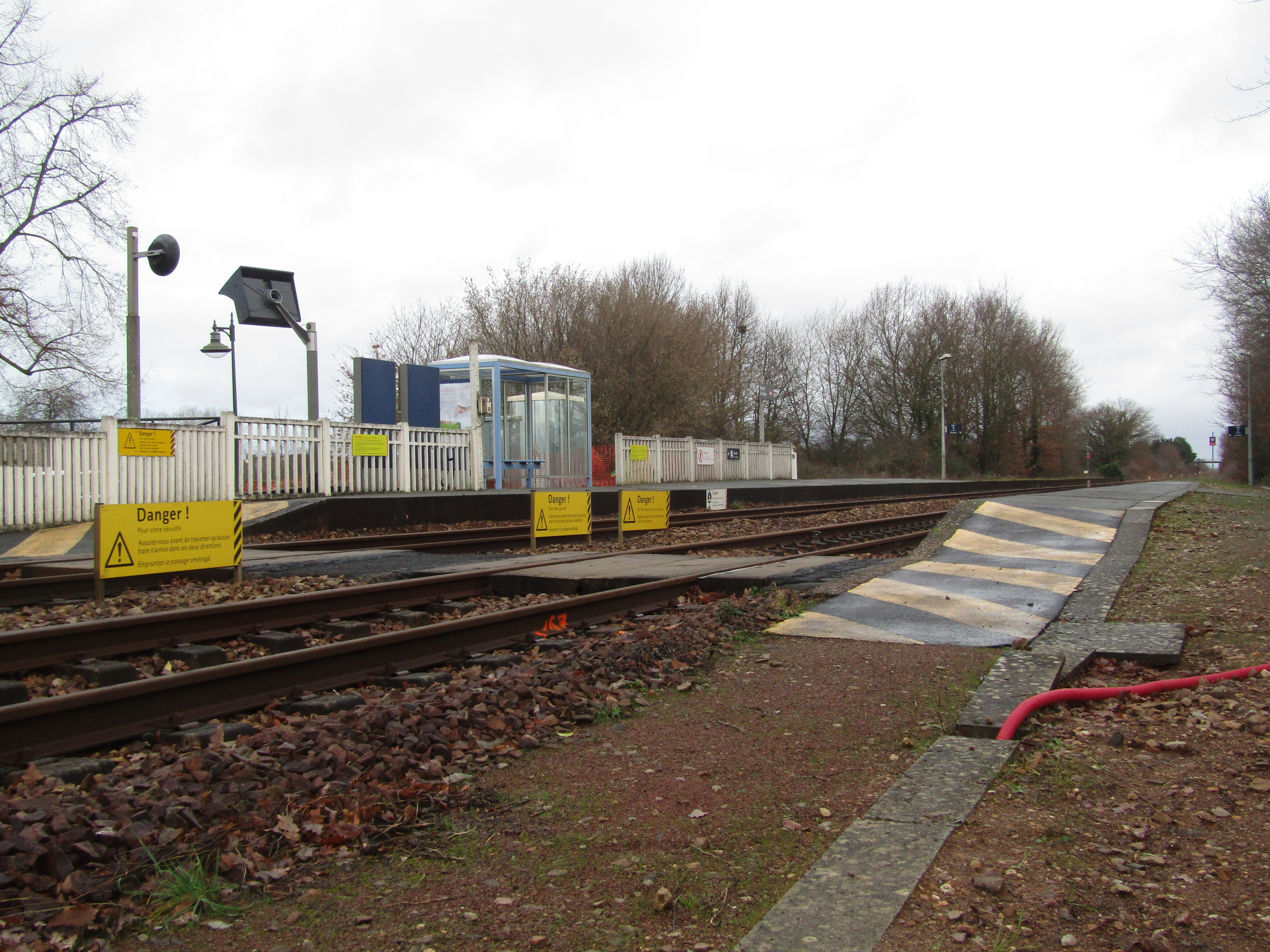
TVP non munie de signalisation lumineuse.

## Prévention des accidents
Afin de réduire les accidents aux passages à niveaux pour piétons, la SNCF réalise des campagnes de sensibilisation.

Exemples
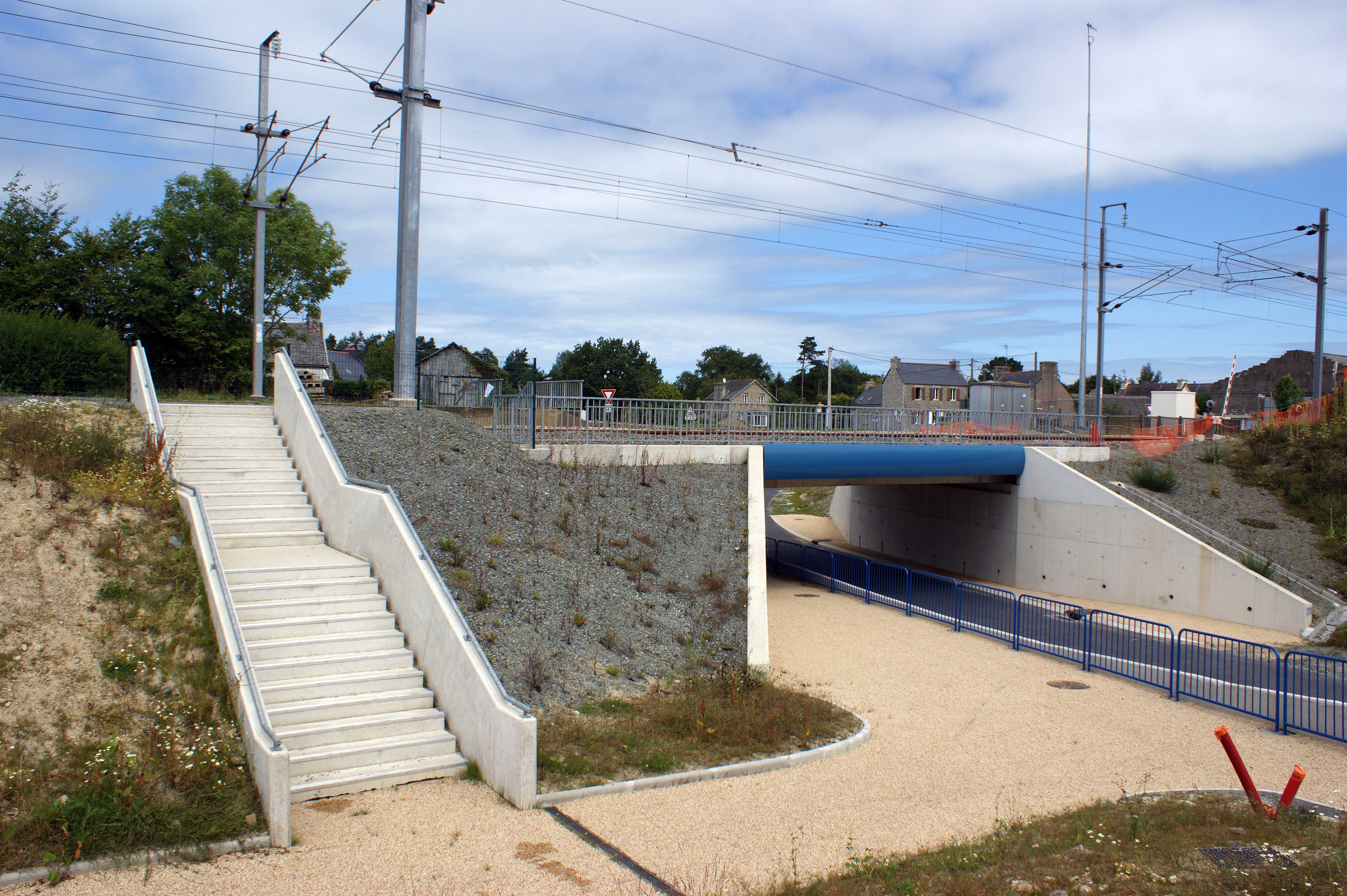
Passage sous les voies.
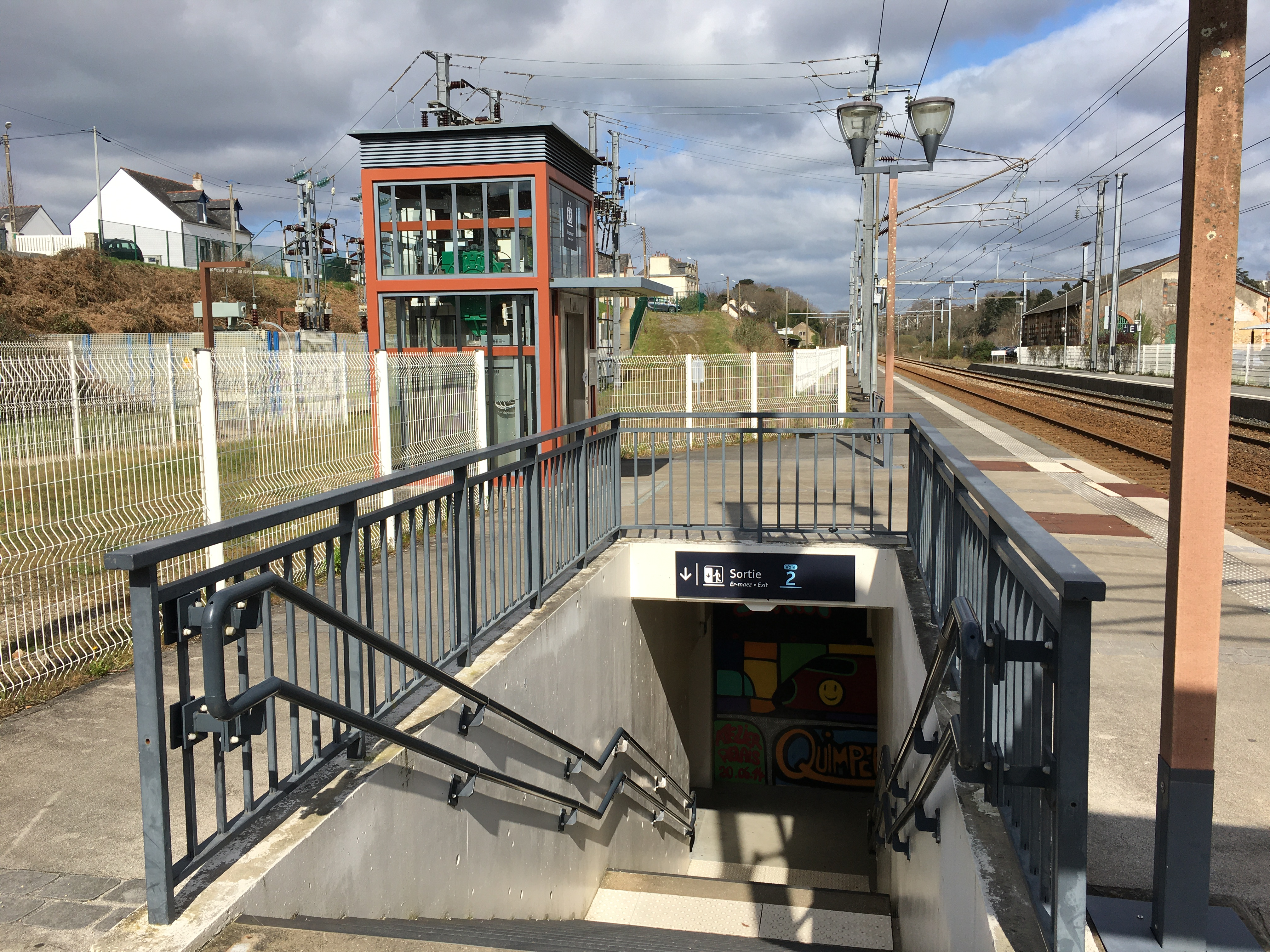
Accès au passage souterrain.
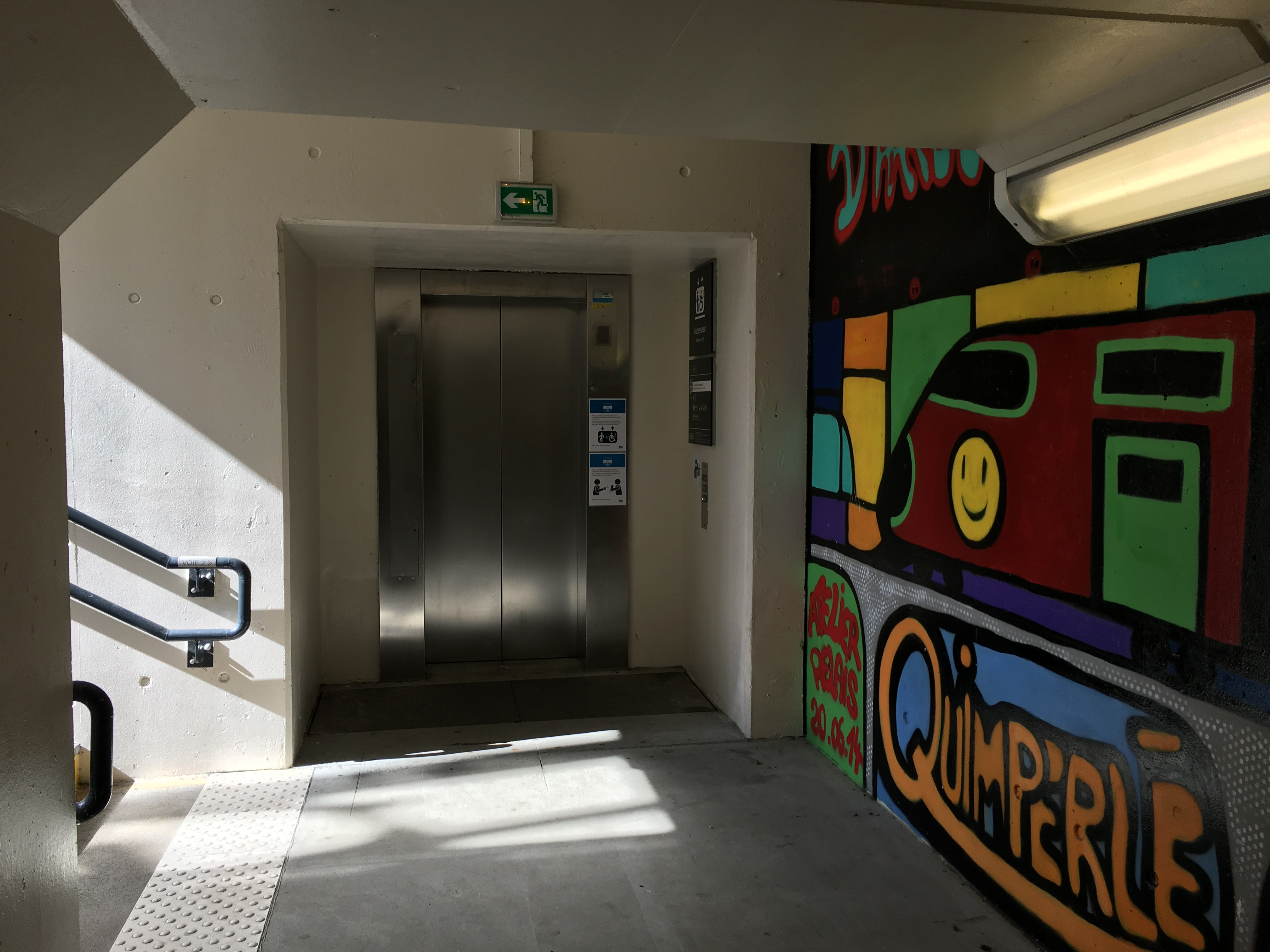
Passage souterrain.